# Elecciones revocatorias para gobernador de California de 2003
Las elecciones revocatorias para gobernador de California fueron unas elecciones especiales permitidas bajo la ley estatal del Estado que se llevaron a cabo el 7 de octubre de 2003 para decidir si el gobernador de California Gray Davis debía seguir en el cargo y, en el caso de que su destitución fuera la opción más votada, quién remplazaría para concluir su mandato constitucional hasta enero de 2007. Los resultados de la elección fueron destituir a Gray y el candidato electo que lo reemplazó fue Arnold Schwarzenegger.
California es uno de los diecinueve estados que permiten las elecciones revocatorias. Después de varios intentos de procedimientos legales fracasaran para convocar a elecciones revocatorias fueron aprobadas y celebradas según lo planeado, siendo las primeras elecciones revocatorias de la historia de California.  
Con el resultado de destitución, fueron  ratificadas el 14 de noviembre de 2003 y Davis se convirtió en el segundo gobernador de Estados Unidos en ser removido de su cargo (el primero fue Lynn Frazier en 1921, gobernador de Dakota del Norte). 
Dieciocho años más tarde en California se volvió a realizar otro procedimiento de este tipo, las elecciones revocatorias para gobernador de 2021. 

## Resultados

### Primera pregunta
|  | 55.4 % |

|  | 44.6 % |

|  | 95.4 % |

|  | 4.6 % |

|  | 61.2 % |

### Segunda pregunta
|  | 48.6 % |

|  | 31.5 % |

|  | 13.4 % |

|  | 2.8 % |